# City of No Reply
City of No Reply è il primo album in studio da solista della cantautrice statunitense Amber Coffman, pubblicato nel 2017.

## Tracce
Testi e musiche di Amber Coffman e David Longstreth, eccetto dove indicato.
1. All to Myself – 5:39
2. No Coffee – 4:06 (Coffman, Longstreth, Nicholas Krgovich)
3. Dark Night – 3:43
4. City of No Reply – 3:51
5. Miss You – 4:39 (Coffman, Longstreth, Krgovich)
6. Do You Believe – 3:43 (Coffman, Longstreth, Krgovich)
7. If You Want My Heart – 3:41
8. Nobody Knows – 3:47
9. Under the Sun – 3:23
10. Brand New – 5:03 (Coffman, Longstreth, Krgovich)
11. Kindness – 4:15